# Hemmhoftest

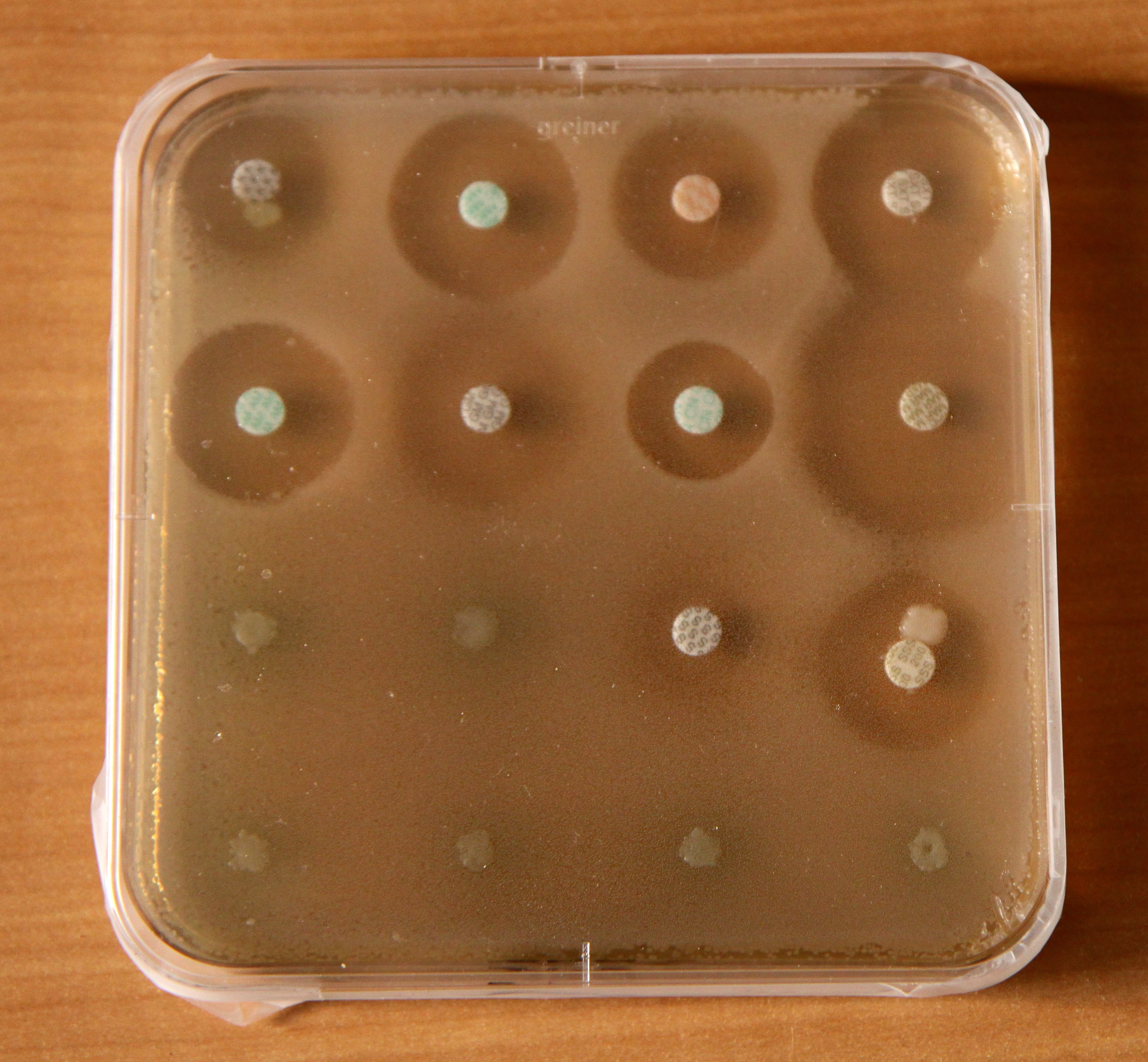
Antibiogramm

Der Hemmhoftest (oder Plättchentest) ist ein Verfahren zur Prüfung der Empfindlichkeit von Bakterien gegenüber bestimmten Antibiotika oder anderen Hemmstoffen. Neben der semiquantitativen Verdünnungsreihe ist es eine Methode zur Erstellung eines Antibiogramms.
Dazu wird erregerhaltiges Material auf einem Nährboden ausgestrichen. Auf die Bakterienschicht gibt man kleine Filterpapierscheibchen, die jeweils mit einem bestimmten Antibiotikum getränkt sind. Die Antibiotika diffundieren in die Agarschicht. Ist das Bakterium gegenüber dem jeweiligen Antibiotikum empfindlich, so wird das Bakterienwachstum gehemmt und es entstehen deutlich sichtbare Hemmhöfe. Ein Hemmhof ist also der klare Bereich zwischen Filterblättchenrand und dem Anfang einer Zellkolonie. Zeigt sich um ein Filterpapierscheibchen kein Hemmhof, so liegt eine Resistenz gegenüber dem Antibiotikum vor.
Je nach Größe des Hemmhofs unterscheidet man zwischen resistenten, empfindlichen und unempfindlichen Bakterien.
Das Prinzip des Hemmhoftests wird angewandt beim Optochin-Test und Baci/CAMP-Test.